# Através de Flandres de 2015
A 70.ª edição de Através de Flandres teve lugar a 25 de março de 2015. Teve um percurso de 200,2 km entre Roeselare e Waregem
A corrida fez parte do UCI Europe Tour de 2015, em categoria 1.hc.
A corrida foi vencida pelo corredor belga Jelle Wallays da equipa Topsport Vlaanderen-Baloise, em segundo lugar Edward Theuns (Topsport Vlaanderen-Baloise) e em terceiro lugar Dylan van Baarle (Cannondale).

## Equipas participantes
Foram os seguintes 22 equipas os que participaram na corrida:
| Equipa                      | Cód. UCI | Categoria                |
| --------------------------- | -------- | ------------------------ |
| AG2R La Mondiale            | ALM      | UCI Pro Team             |
| Astana Pro Team             | AST      | UCI Pro Team             |
| BMC Racing Team             | BMC      | UCI Pro Team             |
| Etixx-Quick Step            | EQS      | UCI Pro Team             |
| IAM Cycling                 | IAM      | UCI Pro Team             |
| Team Katusha                | KAT      | UCI Pro Team             |
| Lotto-Soudal                | LTS      | UCI Pro Team             |
| Movistar Team               | MOV      | UCI Pro Team             |
| Orica-GreenEDGE             | OGE      | UCI Pro Team             |
| Cannondale-Garmin           | TCG      | UCI Pro Team             |
| Tinkoff-Saxo                | TCS      | UCI Pro Team             |
| Trek Factory Racing         | TFR      | UCI Pro Team             |
| Lotto NL-Jumbo              | TLJ      | UCI Pro Team             |
| Androni Giocattoli          | AND      | Profissional Continental |
| Cult Energy Pro Cycling     | CLT      | Profissional Continental |
| Cofidis, Solutions Crédits  | COF      | Profissional Continental |
| Team Europcar               | EUR      | Profissional Continental |
| MTN-Qhubeka                 | MTN      | Profissional Continental |
| Roompot Oranje Peloton      | ROO      | Profissional Continental |
| Southeast                   | STH      | Profissional Continental |
| Topsport Vlaanderen-Baloise | TSV      | Profissional Continental |
| Wanty-Groupe Gobert         | WGG      | Profissional Continental |

## Classificação final
A classificações finais da corrida foi:
| Posição | Ciclista                 | Equipa                      | Tempo           |
| ------- | ------------------------ | --------------------------- | --------------- |
| 1       | Jelle Wallays            | Topsport Vlaanderen-Baloise | 4 h 35 min 59 s |
| 2       | Edward Theuns            | Topsport Vlaanderen-Baloise | a 2 s           |
| 3       | Dylan Van Baarle         | Cannondale-Garmin           | m.t.            |
| 4       | Michał Kwiatkowski       | Etixx-Quick Step            | a 4 s           |
| 5       | Guillaume Van Keirsbulck | Etixx-Quick Step            | a 1 min 20 s    |
| 6       | Tiesj Benoot             | Lotto-Soudal                | a 1 min 29 s    |
| 7       | Cyril Lemoine            | Cofidis, Solutions Crédits  | m.t.            |
| 8       | Jens Debusschere         | Lotto-Soudal                | m.t.            |
| 9       | Nikolas Maes             | Etixx-Quick Step            | m.t.            |
| 10      | Alexey Tsatevitch        | Katusha                     | m.t.            |

## UCI Europe Tour
A corrida outorga pontos para o UCI Europe Tour de 2015, somente para corredores de equipas Profissional Continental e Equipas Continentais. A seguinte tabela corresponde ao barómetro de pontuação:
| Posição   | 1.º | 2.º | 3.º | 4.º | 5.º | 6.º | 7.º | 8.º | 9.º | 10.º | 11.º | 12.º | 13.º | 14.º | 15.º |
| Pontuação | 100 | 70  | 40  | 30  | 25  | 20  | 15  | 10  | 9   | 8    | 7    | 6    | 5    | 4    | 3    |

| Ciclista      | Equipa                      | Pontos |
| ------------- | --------------------------- | ------ |
| Jelle Wallays | Topsport Vlaanderen-Baloise | 100    |
| Edward Theuns | Topsport Vlaanderen-Baloise | 70     |
| Cyril Lemoine | Cofidis, Solutions Crédits  | 15     |
| Oscar Gatto   | Androni Giocattoli          | 3      |